# Grand Prix Pescara 1957

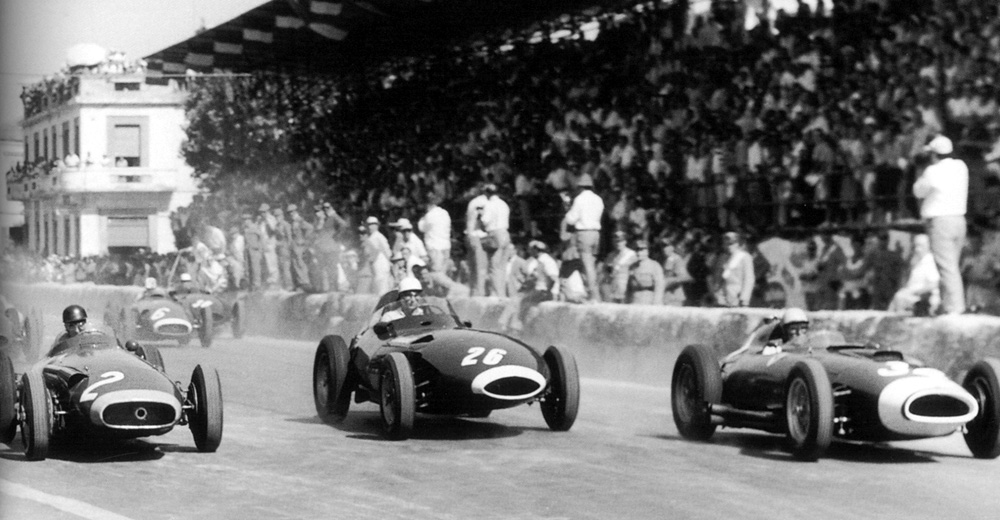
Kierowcy podczas Grand Prix Pescara 1957

Grand Prix Pescara 1957 (oficjalnie XXV Circuito di Pescara) – pierwsze Grand Prix zaliczane do Formuły 1 zorganizowane we włoskiej prowincji Pescara na torze Pescara Circuit, zaliczana do Formuły 1 – siódma eliminacja Mistrzostw Świata sezonu 1957.
Wyścig rozegrany został na najdłuższym w historii torze F1, o długości 25,579 kilometrów (który teraz jest częścią drogi SS16bis). Był to także pierwszy raz w historii, gdy w jednym sezonie rozegrano dwa wyścigi Grand Prix w jednym kraju. Oglądało go 200 tys. widzów.

## Wyniki

### Kwalifikacje
Źródło: statsf1.com
| P  | Nr | Kierowca           | Konstruktor(-silnik) | Opony | Czas    | Odstęp | Strata  |
| -- | -- | ------------------ | -------------------- | ----- | ------- | ------ | ------- |
| 1  | 2  | Juan Manuel Fangio | Maserati             | P     | 9:44,6  | –      | –       |
| 2  | 26 | Stirling Moss      | Vanwall              | P     | 9:54,7  | +10,1  | +10,1   |
| 3  | 34 | Luigi Musso        | Ferrari              | E     | 10:00,0 | +5,3   | +15,4   |
| 4  | 4  | Jean Behra         | Maserati             | P     | 10:03,1 | +3,1   | +18,5   |
| 5  | 6  | Harry Schell       | Maserati             | P     | 10:04,6 | +1,5   | +20,0   |
| 6  | 28 | Tony Brooks        | Vanwall              | P     | 10:08,8 | +4,2   | +24,2   |
| 7  | 14 | Masten Gregory     | Maserati             | P     | 10:26,1 | +17,3  | +41,5   |
| 8  | 30 | Stuart Lewis-Evans | Vanwall              | P     | 10:29,6 | +3,5   | +45,0   |
| 9  | 16 | Jo Bonnier         | Maserati             | P     | 10:36,2 | +6,6   | +51,6   |
| 10 | 8  | Giorgio Scarlatti  | Maserati             | P     | 10:36,6 | +0,4   | +52,0   |
| 11 | 18 | Horace Gould       | Maserati             | D     | 10:49,6 | +13,0  | +1:05,0 |
| 12 | 10 | Francisco Godia    | Maserati             | P     | 11:09,8 | +20,2  | +1:25,2 |
| 13 | 12 | Luigi Piotti       | Maserati             | P     | 11:10,6 | +0,8   | +1:26,0 |
| 14 | 20 | Bruce Halford      | Maserati             | D     | 11:16,3 | +5,7   | +1:31,7 |
| 15 | 22 | Roy Salvadori      | Cooper-Climax        | D     | 11:24,2 | +7,9   | +1:39,6 |
| 16 | 24 | Jack Brabham       | Cooper-Climax        | D     | 11:35,2 | +11,0  | +1:50,6 |
| P  | Nr | Kierowca           | Konstruktor(-silnik) | Opony | Czas    | Odstęp | Strata  |

### Wyścig
Źródła: statsf1.com
| P                 | + / – | Nr | Kierowca           | Konstruktor   | Opony | Okr. | Czas / Strata | Komentarz     |
| ----------------- | ----- | -- | ------------------ | ------------- | ----- | ---- | ------------- | ------------- |
| 1                 | 1     | 26 | Stirling Moss      | Vanwall       | P     | 18   | 2:59:22,7     |               |
| 2                 | 1     | 2  | Juan Manuel Fangio | Maserati      | P     | 18   | +3:13,9       |               |
| 3                 | 2     | 6  | Harry Schell       | Maserati      | P     | 18   | +6:46,8       |               |
| 4                 | 3     | 14 | Masten Gregory     | Maserati      | P     | 18   | +8:16,5       |               |
| 5                 | 3     | 30 | Stuart Lewis-Evans | Vanwall       | P     | 17   | +1 okr.       |               |
| 6                 | 4     | 8  | Giorgio Scarlatti  | Maserati      | P     | 17   | +1 okr.       |               |
| 7                 | 9     | 24 | Jack Brabham       | Cooper-Climax | D     | 15   | +3 okr.       |               |
| Niesklasyfikowani |       |    |                    |               |       |      |               |               |
|                   |       | 10 | Francisco Godia    | Maserati      | P     | 10   | +8 okr.       | silnik        |
|                   |       | 20 | Bruce Halford      | Maserati      | D     | 9    | +9 okr.       | dyferencjał   |
|                   |       | 34 | Luigi Musso        | Ferrari       | E     | 9    | +9 okr.       | wyciek paliwa |
|                   |       | 16 | Jo Bonnier         | Maserati      | P     | 7    | +11 okr.      | przegrzanie   |
|                   |       | 4  | Jean Behra         | Maserati      | P     | 3    | +15 okr.      | olej          |
|                   |       | 22 | Roy Salvadori      | Cooper-Climax | D     | 3    | +15 okr.      | wypadek       |
|                   |       | 28 | Tony Brooks        | Vanwall       | P     | 1    | +17 okr.      | silnik        |
|                   |       | 18 | Horace Gould       | Maserati      | D     | 0    | +18 okr.      | wypadek       |
|                   |       | 12 | Luigi Piotti       | Maserati      | P     | 0    | +18 okr.      | silnik        |
| P                 | + / – | Nr | Kierowca           | Konstruktor   | Opony | Okr. | Czas / Strata | Komentarz     |

### Najszybsze okrążenie
Źródło: statsf1.com
| Nr | Kierowca      | Konstruktor | Czas   | Okr. |
| -- | ------------- | ----------- | ------ | ---- |
| 26 | Stirling Moss | Vanwall     | 9:44,6 | 9    |

### Prowadzenie w wyścigu
Źródło: statsf1.com
| Nr                              | Kierowca      | Okrążenia | Suma |
| ------------------------------- | ------------- | --------- | ---- |
| 34                              | Luigi Musso   | 1         | 1    |
| 26                              | Stirling Moss | 2-18      | 17   |
| \| Wykres \| \| ------ \| \| \| |               |           |      |
| Wykres                          |               |           |      |
|                                 |               |           |      |

## Klasyfikacja po wyścigu
Pierwsza piątka otrzymywała punkty według klucza 8-6-4-3-2, 1 punkt przyznawany był dla kierowcy, który wykonał najszybsze okrążenie w wyścigu. Klasyfikacja konstruktorów została wprowadzona w 1958 roku. Liczone było tylko 5 najlepszych wyścigów danego kierowcy. W nawiasach podano wszystkie zebrane punkty, nie uwzględniając zasady najlepszych wyścigów.
Uwzględniono tylko kierowców, którzy zdobyli jakiekolwiek punkty
| P  | +/− | Kierowca              | Starty | Punkty | P1 | P2 | P3 | PP | NO | NS |
| -- | --- | --------------------- | ------ | ------ | -- | -- | -- | -- | -- | -- |
| 1  | 0   | Juan Manuel Fangio    | 6      | 40     | 4  | 1  | –  | 4  | 2  | 1  |
| 2  | +3  | Stirling Moss         | 5      | 17     | 2  | –  | –  | 2  | 3  | 1  |
| 3  | −1  | Luigi Musso           | 5      | 16     | –  | 2  | –  | –  | 1  | 2  |
| 4  | −1  | Mike Hawthorn         | 5      | 13     | –  | 1  | 1  | –  | –  | 1  |
| 5  | −1  | Tony Brooks           | 4      | 10     | 1  | 1  | –  | –  | –  | 1  |
| 6  | +4  | Harry Schell          | 6      | 9      | –  | –  | 1  | –  | –  | 2  |
| 7  | −1  | Sam Hanks             | 1      | 8      | 1  | –  | –  | –  | –  | –  |
| 8  | −1  | Peter Collins         | 5      | 8      | –  | –  | 2  | –  | –  | 1  |
| 9  | −1  | Jim Rathmann          | 1      | 7      | –  | 1  | –  | –  | 1  | –  |
| 10 | +2  | Masten Gregory        | 3      | 7      | –  | –  | 1  | –  | –  | –  |
| 11 | −2  | Jean Behra            | 5      | 6      | –  | 1  | –  | –  | –  | 2  |
| 12 | +3  | Stuart Lewis-Evans    | 5      | 5      | –  | –  | –  | –  | –  | 2  |
| 13 | −2  | Maurice Trintignant   | 3      | 5      | –  | –  | –  | –  | –  | 1  |
| 14 | −1  | Carlos Menditeguy     | 4      | 4      | –  | –  | 1  | –  | –  | 3  |
| 15 | −1  | Jimmy Bryan           | 1      | 4      | –  | –  | 1  | –  | –  | –  |
| 16 | 0   | Paul Russo            | 1      | 3      | –  | –  | –  | –  | –  | –  |
| 17 | 0   | Roy Salvadori         | 4      | 2      | –  | –  | –  | –  | –  | 3  |
| 18 | 0   | Andy Linden           | 1      | 2      | –  | –  | –  | –  | –  | –  |
| 19 | 0   | Alfonso de Portago    | 1      | 1      | –  | –  | –  | –  | –  | –  |
| 19 | 0   | José Froilán González | 1      | 1      | –  | –  | –  | –  | –  | –  |
| P  | +/− | Kierowca              | Starty | Punkty | P1 | P2 | P3 | PP | NO | NS |